# محمد أبو زريق (فنان)
محمد أبو زريق (1947-) هو فنان تشكيلي وناقد فلسطيني، من مواليد فلسطين المحتلة عام 1948. كان من المهاجرين عقب أحداث النكسة عام 1967، فعاش في مخيم حطين في الأردن. حصل على دبلوم في التربية الرياضية عام 1970 من معهد سبلين في لبنان، كما وحصل على بكالوريوس في الآداب من جامعة بيروت عام 1978. وشارك في العديد من الدورات في التربية الفنية والتصميم الجرافيكي. وهو عضو في كل من رابطة الفنانين التشكيليين، والنقاد، والكُتّاب الأردنيين. كما وعمل مدرساً للفنون في العديد من المدارس والمؤسسات. وكان له منشورات عديدة في دراسات تاريخ الفن والنقد. له مشاركات عديدة في عدد كبير من المعارض والمهرجانات والمؤتمرات المحلية والدولية. وتتميز أعماله بالتعبيرية، والواقعية حيث تتضمن مواضيعه المقاومة والوطنية، ومن أعماله المميزة جدارية أرابيسك في عمان.

## المؤلفات
له العديد من المؤلفات في عددٍ من الدراسات البحثية والنقدية، منها:
- شارك في كتابة بانوراما الفن التشكيلي في الأردن عام 1990.[1]

- شارك في كتابة حوار الفن التشكيلي عام 1994.[1]

- تشكيليون أردنيون معاصرون في دار البشير/عمان عام 1997.[1]

- شارك في كتابة توفيق السيد حياته وفنه عام 1998.[1]

- من التأسيس إلى الحداثة في الفن التشكيلي العربي المعاصر عام 2000.[5]

- المكان في الفن 2003.[1]

- المدخل إلى فن الجرافيك المعاصر "تاريخ وتقنيات" عام 2007.[6]

- تحولات الصورة في الفن.[1]

- عبد الرؤوف شمعون أبعاد التجربة عام 2009.[1]

## جوائز وتكريمات
حصل محمد على العديد من الجوائز تقديرًا لإسهاماته الفنية، ومنها:
- درع الجامعة الهاشمية في فن التصوير 1998.

- درع مهرجان جامعة مؤتة الثالث للثقافة والفنون 1999.

- ميدالية مشاركة في ترينالي مصر الدولي لفنون الحفر والجرافيك 1996.

- الميدالية البرونزية في الحفر من مهرجان المحبة في اللاذقية /سوريا 1999.

- درع الإبداع من الملكة رانيا العبدالله 2001.